# Шмельонки
Шмельо́нки (на руски: Шмелёнки) е село в Раменски район, Московска област, Русия. Населението му през 2010 година е 284 души.

## География
Шмельонки е разположено в северната част на Раменски район. Намира се на 8 километра северозападно от Раменское. Надморската му височина е 134 метра.

### Климат
Климатът в Шмельонки е умереноконтинентален (Dfb по Кьопен) с горещо и сравнително влажно лято и дълга студена зима.

## Население
| 1926 | 2002 | 2010 |
| ---- | ---- | ---- |
| 158  | 138  | 284  |